# Paraplectana sakaguchii
Espèce
Synonymes
- Paraplectana quadrimamillata Schenkel, 1963

Paraplectana sakaguchii est une espèce d'araignées aranéomorphe de la famille des Araneidae.

## Distribution
Cette espèce se rencontre au Japon, en Corée du Sud et en Chine.

## Description
Les mâles mesurent de 2,20 à 2,34 mm.

## Publication originale
- Uyemura, 1938 : Two new spiders from Wakayama Prefecture, Japan. Acta Arachnologica, vol. 3, p. 90-95 (texte intégral).